# Nyctinomops
Nyctinomops (Miller, 1902) è un genere di pipistrelli della famiglia dei Molossidi.

## Descrizione

### Dimensioni
Al genere Nyctinomops appartengono pipistrelli di piccole dimensioni, con lunghezza della testa e del corpo tra 54 e 84 mm, la lunghezza dell'avambraccio tra 41 e 64 mm, la lunghezza della coda tra 34 e 57 mm e un peso fino a 20,6 g.

### Caratteristiche craniche e dentarie
Il cranio è robusto, con un rostro corto ed incavato sul palato anteriore. La cresta sagittale è poco sviluppata, le ossa pre-mascellari sono separate. Gli incisivi superiori sono semplici e paralleli. Il terzo molare inferiore è ridotto.
Sono caratterizzati dalla seguente formula dentaria:

### Aspetto
Le parti dorsali variano dal marrone al rossastro, mentre le parti ventrali sono più chiare. Il muso è largo, con le labbra ingrossate e ricoperte di pliche cutanee. Le orecchie sono grandi e unite lungo il margine interno sopra la fronte, sebbene alla base sia presente un profondo incavo. Il trago è piccolo, l'antitrago è arrotondato. La seconda falange del quarto dito della mano è corta. La coda è lunga, tozza e si estende per meno della metà oltre l'uropatagio.

## Distribuzione
Il genere è diffuso nel Continente americano.

## Tassonomia
Il genere comprende 4 specie.
- Nyctinomops aurispinosus
- Nyctinomops femorosaccus
- Nyctinomops laticaudatus
- Nyctinomops macrotis